# Fals equilibri

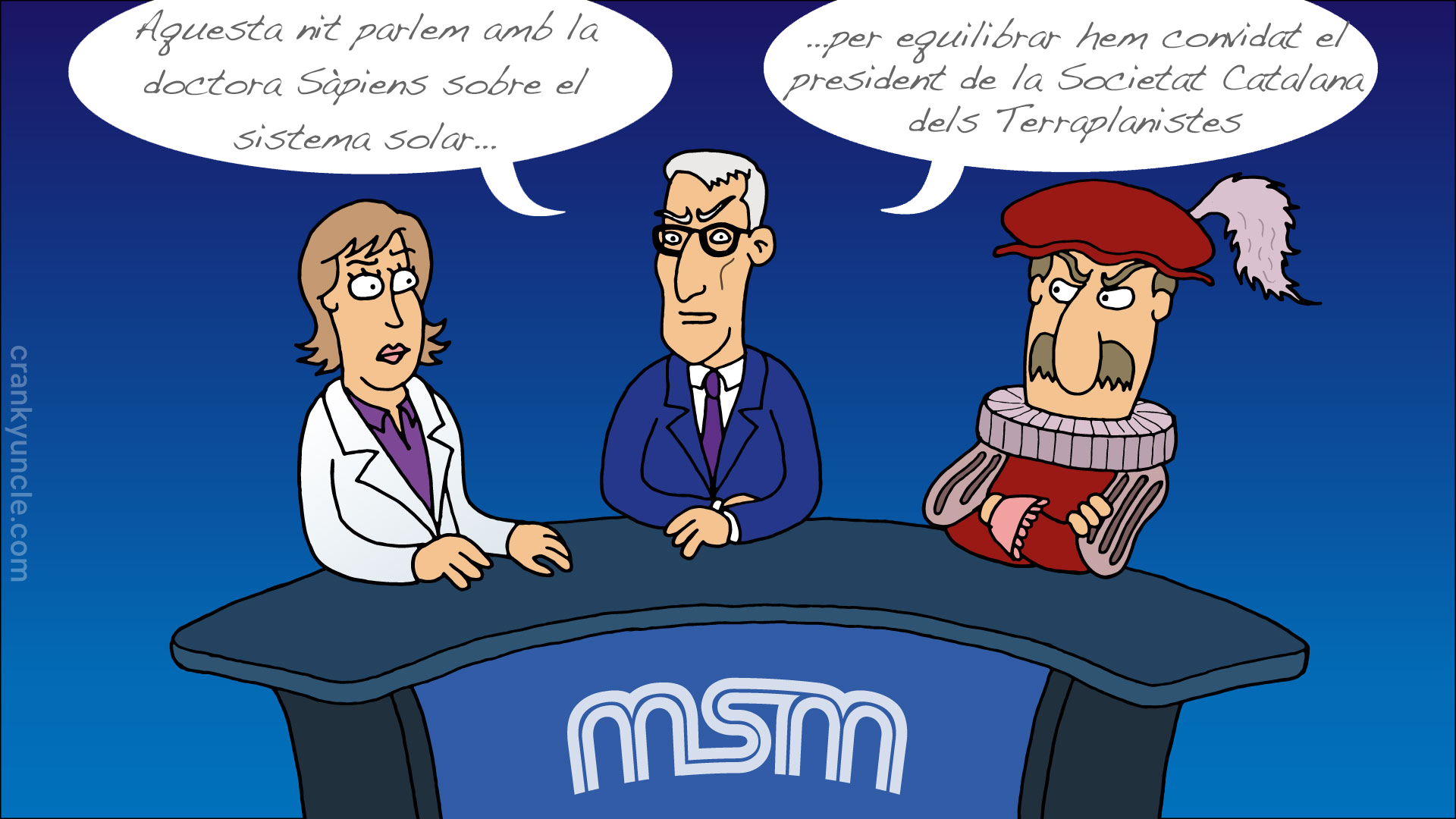
Caricatura d'un fals equilibi: astronomia i terraplanisme

Un fals equilibri és un error de pensament i un biaix mediàtic en què els periodistes presenten un tema com més equilibrat entre punts de vista oposats en pàgines d'opinió o tertúlies. És una forma de crear una impressió d'objectivat, en presentar tots els punts de vista, amb el mateix pes. Si és un bon principi de presentar més d'una visió sobre un problema, es pot crear un fals equilibri quan es presenta les diferents opinions per se com a equivalents i que és el lector que ha de formar la seva opinió, i no pas el redactor. Malgrat el refrany popular, «quan dos extrems es belluguen de manera exagerada, no necessàriament la veritat és al mig».
Aquesta representació suposadament neutral o objectiva, que no es basa en l'estat de la recerca, sinó que representa l'opinió majoritària o consensuada de científics i l'opinió externa per igual, dona al públic una imatge de falsa equivalència, que fins i tot porta a la difusió de desinformació. El fet que una opinió divergent existeix, no fa que ipso facto sigui equivalent. En alguns casos com ara amb el consens científic sobre el canvi climàtic, els riscos per a la salut del consum de tabac o l'eficàcia dels vaccins, la ciutadania pot tenir la impressió, fins i tot amb temes científicament indiscutibles, que les coses no són tan clares com que realment són. En el context polític es troba la mateixa actitud: quan es parla dels crims del franquisme, s'ha d'equilibrar amb els crims de la república, com si fossin iguals, tot i que –entre altres diferències notables– el nombre d’assassinats fou molt superior en el bàndol franquista, en una proporció per sobre del 3 a 1.
És una forma particular de la fal·làcia del punt mitjà o de l'equidistància. Pot ser un mitjà d'autoanomenats intel·lectuals per evitar de decidir i triar un camp i crear una imatge de persona equilibrada i oberta a totes les opcions. Dante va enviar a l'infern els àngels neutrals, aquells que no van prendre partit en la lluita entre Déu i Llucifer, perquè no van pas gosar triar cap camp. Uns segles després, l'escriptor i polític italià, Antonio Gramsci (1891-1937) va anar en el mateix sentit: «Odie els indiferents. Crec que viure vol dir prendre partit. Qui veritablement viu no pot deixar de ser ciutadà i partidari. La indiferència i l’abúlia són parasitisme, són cosa de bergants, no vida. Per això odie els indiferents». Com el 2022, en les opinions sobre la guerra de Rússia contra Ucraïna, l'equidistància pot ser considerada com un forma d'hipocresia, sinó d'egoisme. «L'equidistància, quan un dels bàndols bombardeja hospitals pediàtrics i instal·lacions nuclears, és un plat de difícil digestió.»
| «              | Si ets neutral en situacions d'injustícia has triat el costat de l'opressor. | » |
| — Desmond Tutu |                                                                              |   |